# Strada romantica

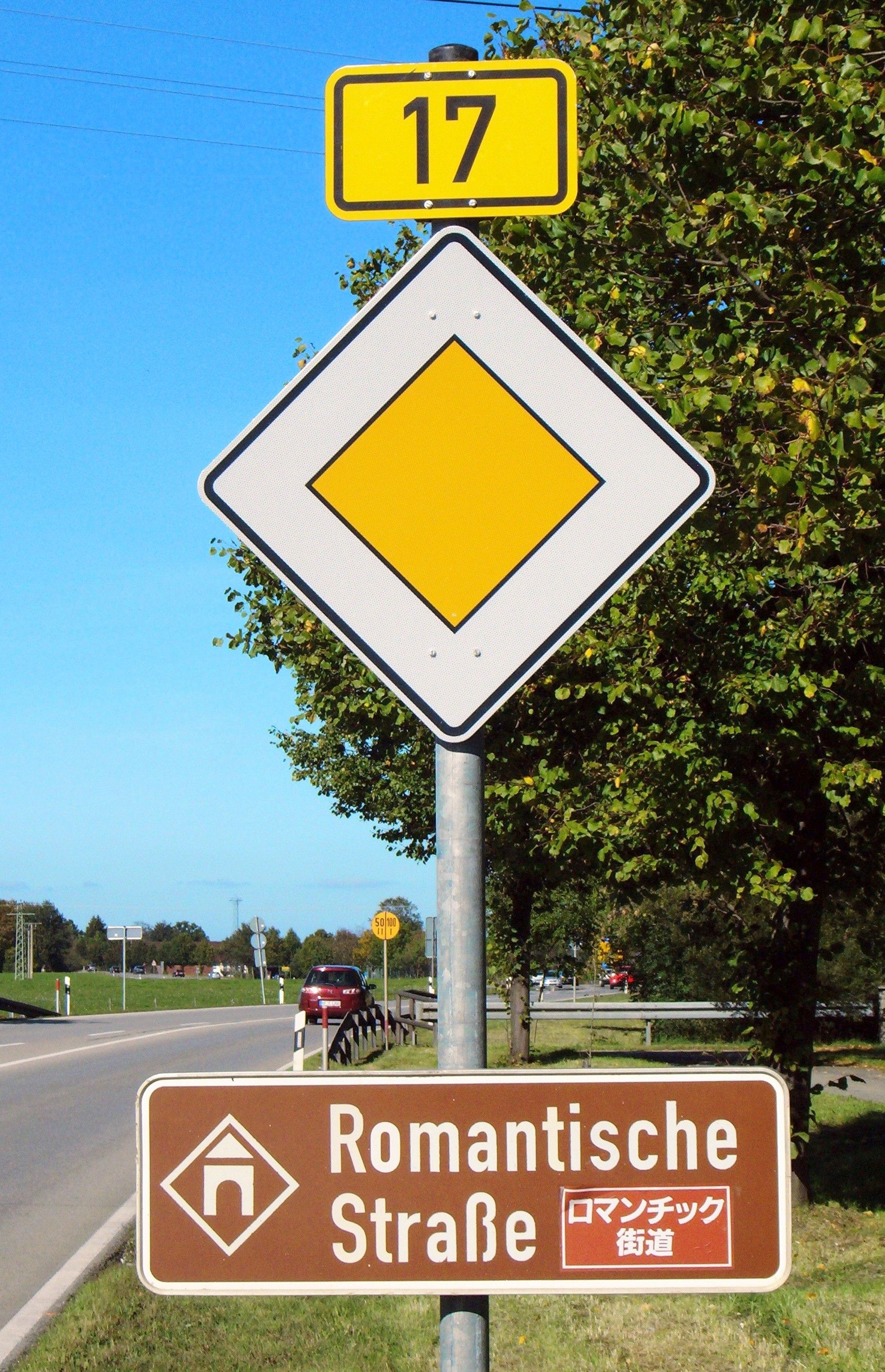
Segnalazione della Strada romantica nella Fuchstal.

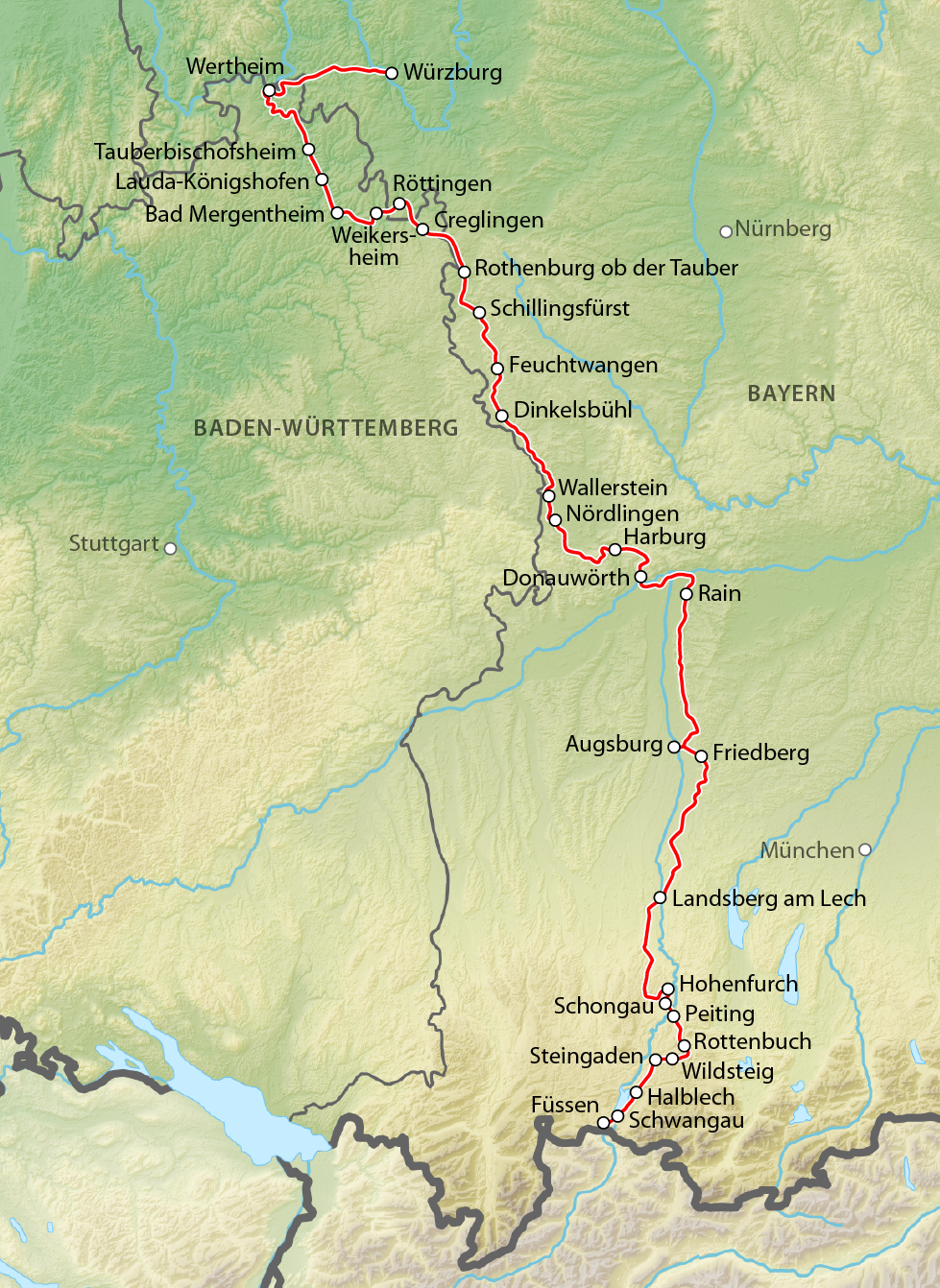
Carta del percorso

La Strada romantica (in tedesco Romantische Straße) è uno dei percorsi turistici tedeschi più famosi e frequentati. La strada parte dal Meno, attraversa la Franconia occidentale fino alla Svevia, passa in Alta Baviera ed arriva alle Alpi tedesche. Il percorso è lungo 460 km e ha come estremità Würzburg e Füssen.

## Luoghi d'interesse
La strada attraversa varie località d'interesse storico o paesaggistico. Le principali sono Würzburg, Rothenburg ob der Tauber, Dinkelsbühl, Nördlingen, Donauwörth, Augusta, Friedberg e Landsberg am Lech. 
La valle del Tauber, il Nördlinger Ries, il fiume Lech e la zona prealpina tra Landsberg am Lech e Füssen spiccano per la bellezza naturale.
Altri luoghi d'interesse sono la Residenza di Würzburg, i resti medievali di Rothenburg ob der Tauber, la Fuggerei di Augusta, la città vecchia di Landsberg am Lech, la Wieskirche (una delle principali chiese rococò) e i castelli di Schwangau.
Da Donauwörth fino ad Augusta la Strada romantica segue il percorso della Bundesstraße 2. Da Augusta fino Füssen viene seguita la Bundesstraße 17.

## Galleria d'immagini

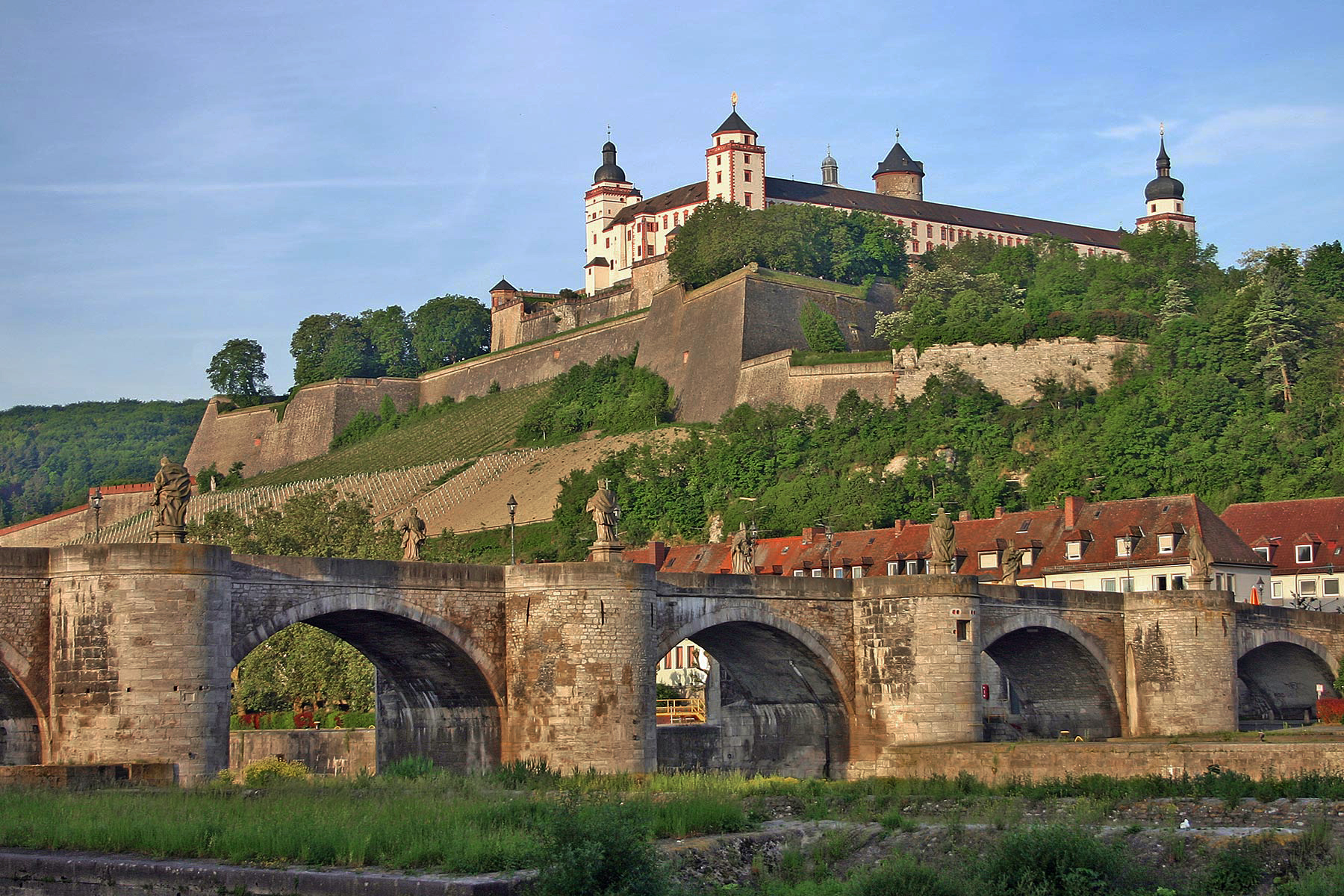
Würzburg
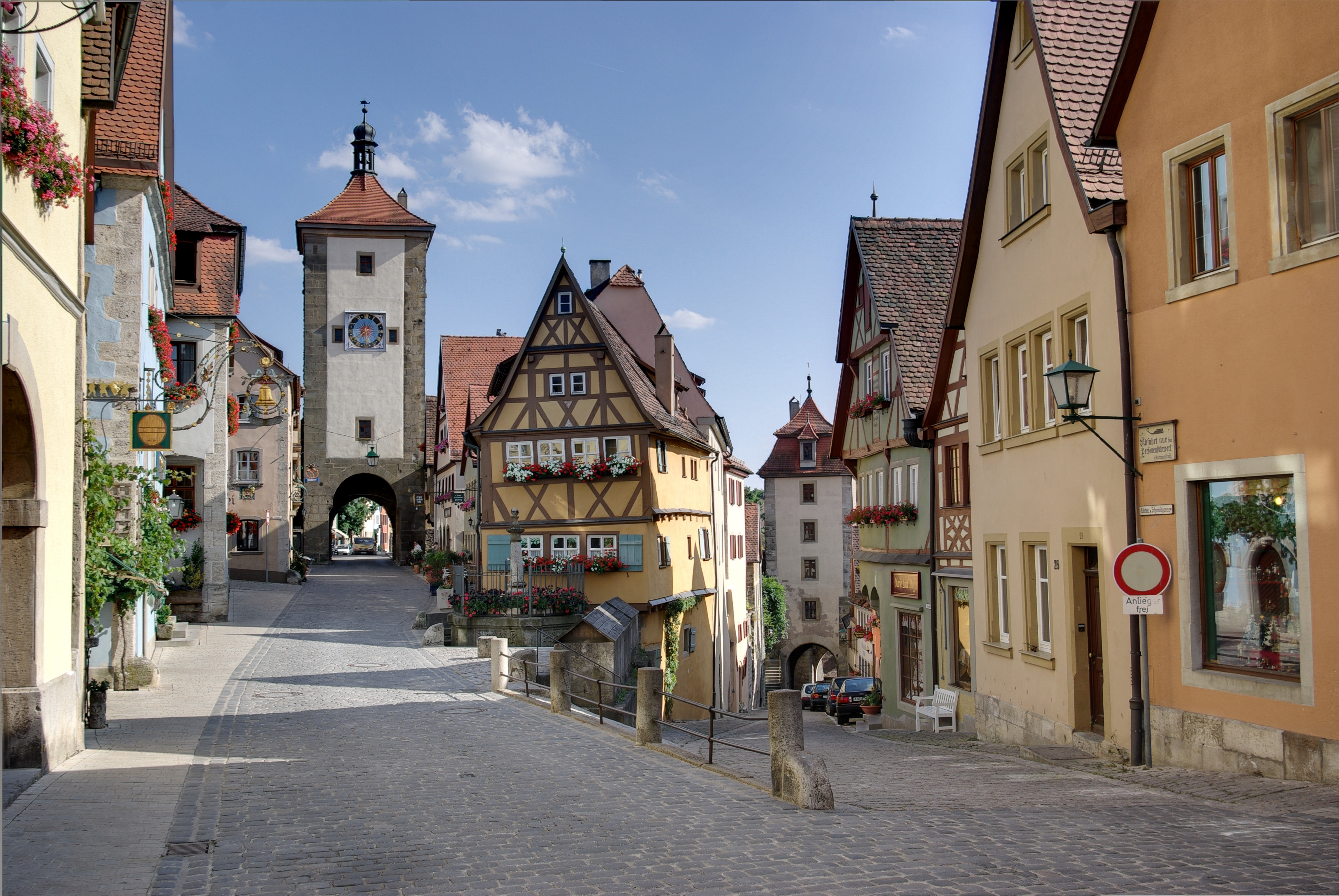
Rothenburg ob der Tauber
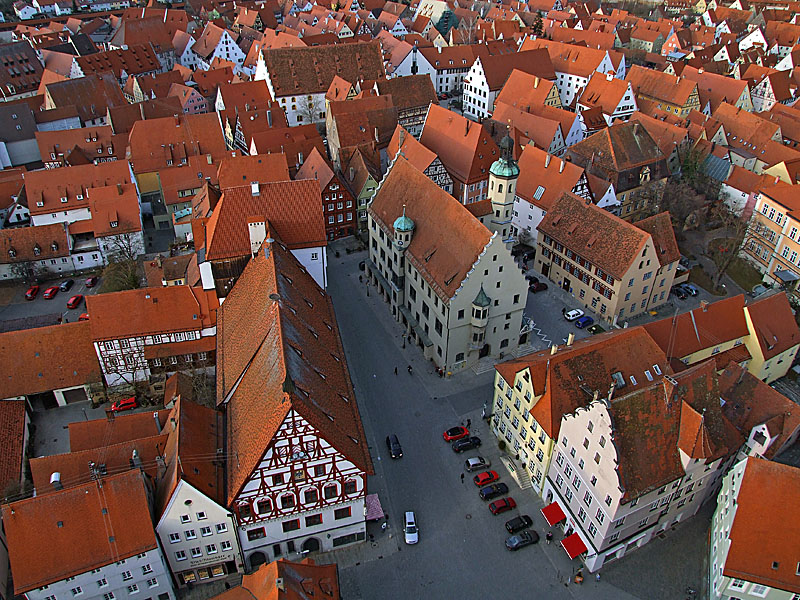
Nördlingen
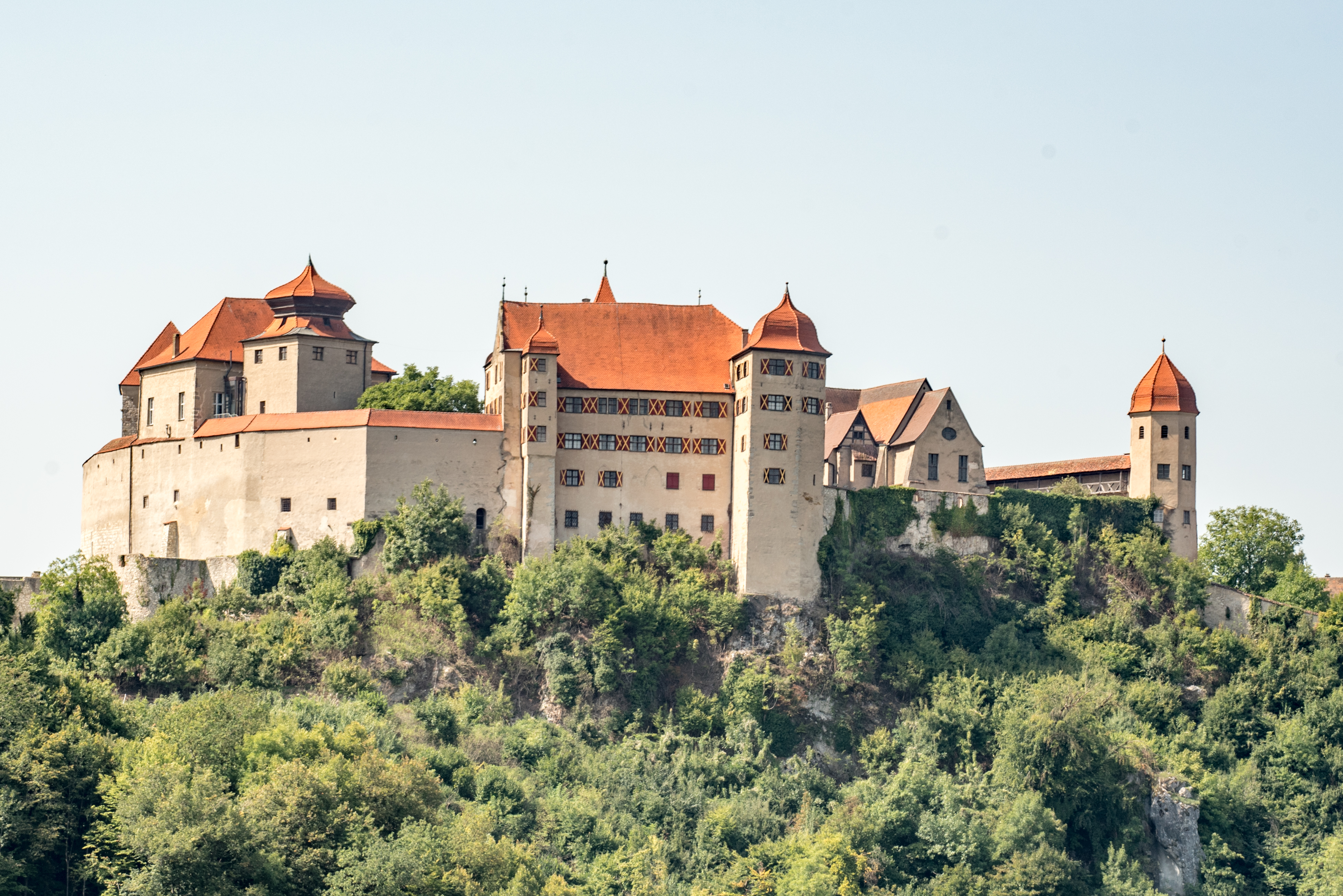
Castello di Harburg
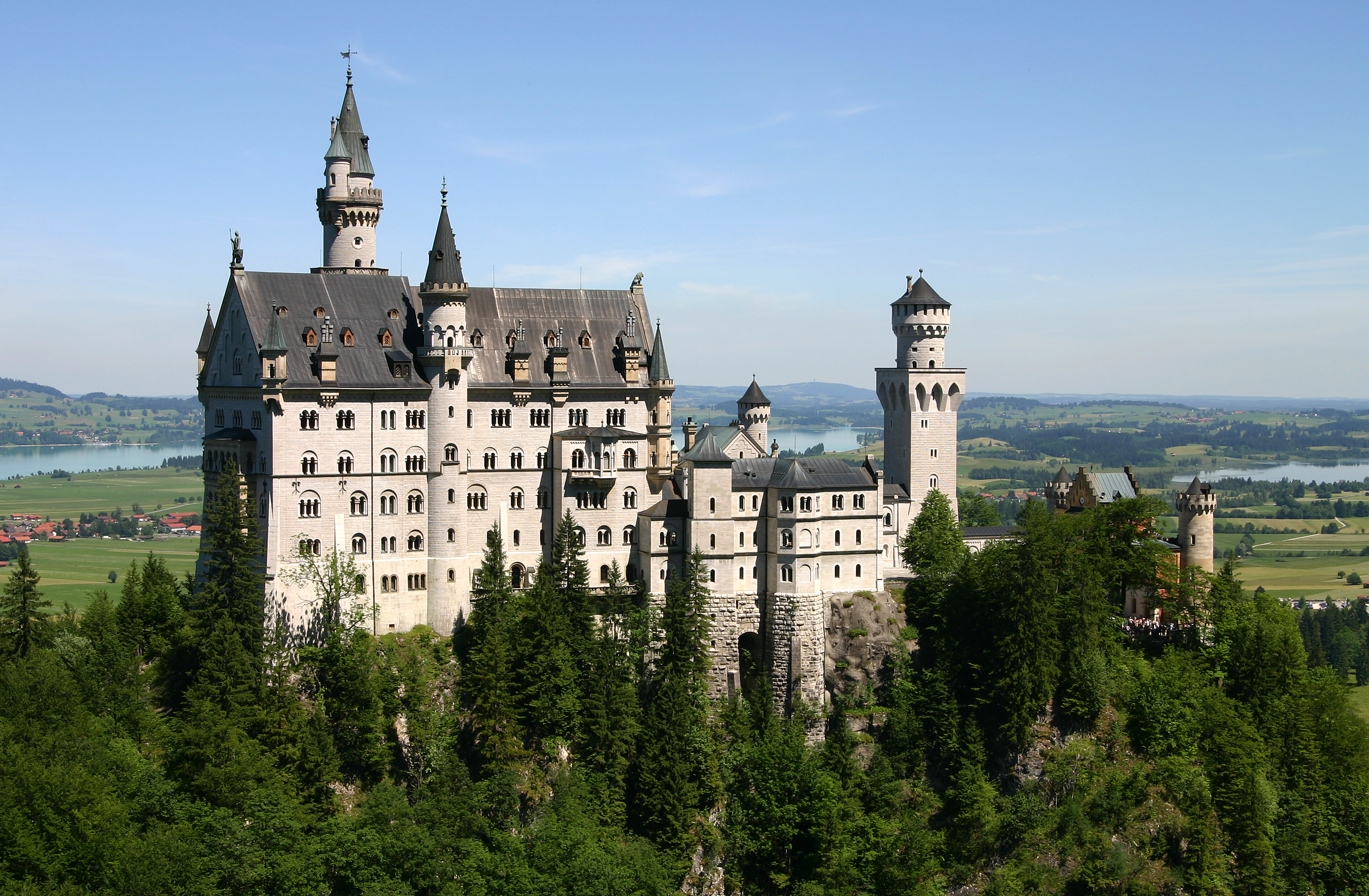
Schwangau (Castello di Neuschwanstein)

## Pista ciclabile
I ciclisti possono seguire una strada e seguire piste ciclabili e altri percorsi vicini alla Strada.

## Città

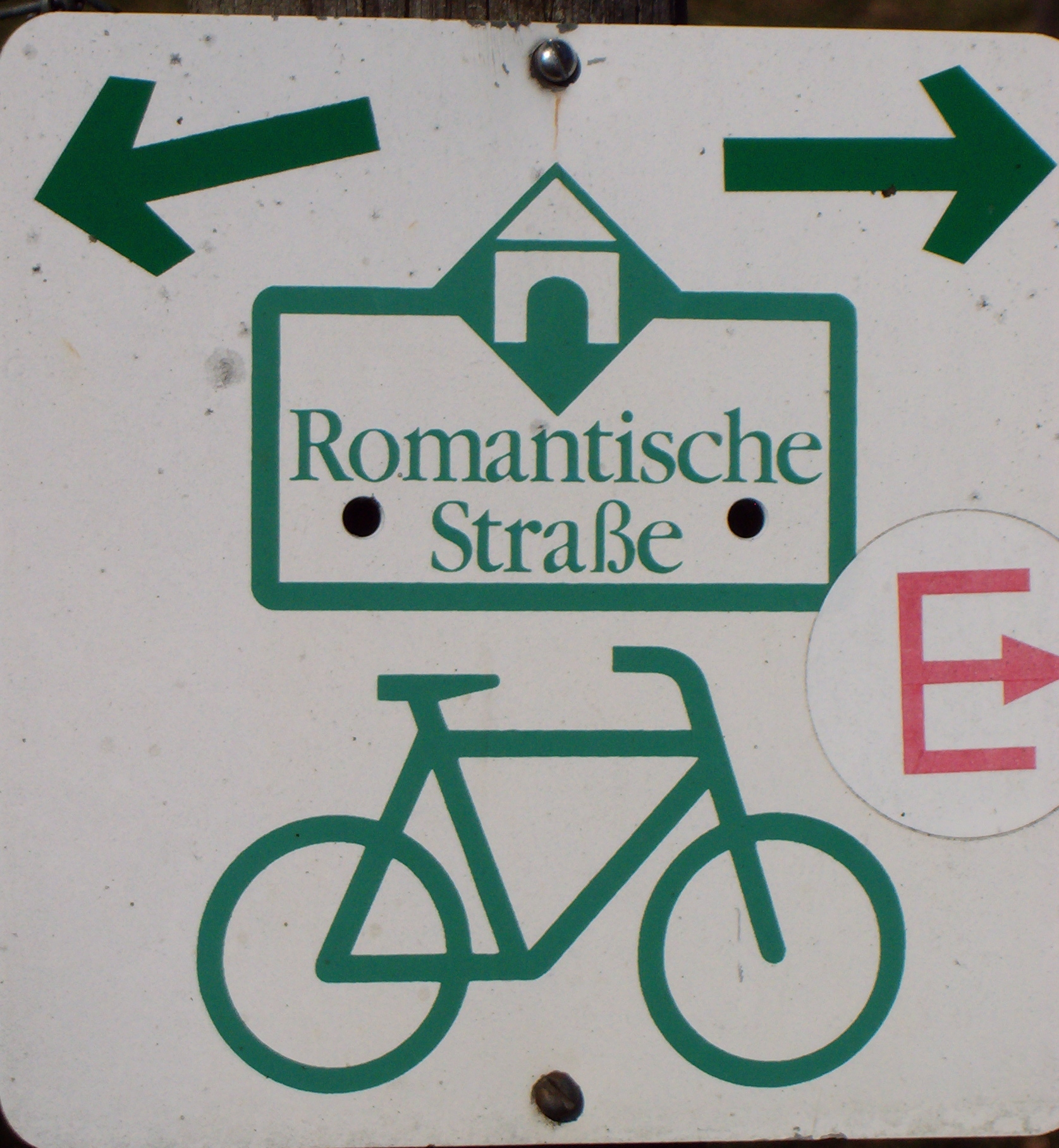
Cartello della pista ciclabile presso Hohenfurch.

- Würzburg
- Tauberbischofsheim
- Lauda-Königshofen
- Bad Mergentheim
- Weikersheim
- Röttingen
- Creglingen
- Rothenburg ob der Tauber
- Schillingsfürst
- Feuchtwangen
- Dinkelsbühl
- Wallerstein
- Möttingen
- Nördlingen
- Harburg
- Donauwörth
- Augusta
- Friedberg
- Landsberg am Lech
- Hohenfurch
- Schongau
- Peiting
- Rottenbuch
- Wildsteig
- Steingaden
- Halblech
- Schwangau
- Füssen